# Drumul european E411
Drumul european 411 (E411) este o autostradă europeană care leagă Belgia de Franța. Drumul începe de la Carrefour Léonard din Bruxelles și urmează traseul autostrăzii belgiene A4 până la Arlon. De acolo, urmează cursul drumului național N81 și al autostrăzii A28 spre punctul de trecere a frontierei Aubange, către Longwy, unde devine drumul național francez RN52. După aceea, continuă pe autostrada A30 în direcția Metz, apoi pe autostrada A31-E25, pe care o intersectează în apropiere de Uckange.
Pe porțiunea sa belgiană, este cunoscută și sub numele de Autostrada Ardenilor (A4). Are 3x3 benzi de la Bruxelles până la conexiunea cu drumul național 4, puțin după Namur, apoi 2x2 benzi pe restul traseului, cu excepția porțiunii dintre Étalle și Habay, în provincia Luxemburg.
Comportă o sector lipsă între conexiunea sa cu autostrada belgiană A4 și cea cu autostrada franceză A30, în așteptarea finalizării autostrăzii belgiene A28 și a dublării drumului național francez 52, în dreptul viaductelor Piedmont și Chiers, precum și al tunelului Bois de Chênes.

## Particularitate
Această autostradă se suprapune cu drumul european de referință E25 între nodul rutier Neufchâteau și ieșirea 32 spre N81. Autostrada belgiană A4 Bruxelles - Namur - Arlon - frontiera luxemburgheză este, la nivel belgian, o axă majoră, dar având în vedere că numerotarea europeană primează asupra numerotării naționale, este denumită E411. Porțiunea de 7 km între ieșirea 32 și frontieră nu face parte din E411, deoarece aceasta se îndreaptă spre sud. Pentru ușurința automobiliștilor, însă, dubla numerotare E25-E411 persistă pe această porțiune. Lucrurile s-ar putea schimba atunci când A28, parte a E411 mai la sud (care ocolește Aubange), va fi finalizată până la frontiera dintre Belgia și Franța.

## Traseu
| Belgia |                               |                    |         |
| A4     | Bruxelles - Arlon             | Bruxelles          | E19 E40 |
| A4     | Bruxelles - Arlon             | Namur              | E42     |
| A4     | Bruxelles - Arlon             | Libramont-Chevigny | E46     |
| A4     | Bruxelles - Arlon             | Arlon              | E25     |
| RN81   | Arlon-Weyler - Aubange        |                    |         |
| A28    | Aubange - Frontiera cu Franța |                    |         |
| Franța |                               |                    |         |
| A30    | Frontiera cu Belgia - Uckange | Uckange            | E25     |